# Загоруйко Пилип Никифорович
Пили́п Ники́форович Загору́йко (нар. 27 червня 1900, с. Морозівка, нині Вінницької області — пом. 25 лютого 1935, Харків) — український письменник, публіцист.

## Біографія
Народився в селі Морозівка Вінницької губернії. Закінчив школу і гімназію. Брав участь у Визвольних змаганнях 1917—1921 років. Старшина армії УНР. 1921 року опинився в таборах інтернованих у Польщі, де з 1922 року навчався на факультеті гуманітарних наук Варшавського університету.
Друкувався в таборових часописах «Веселка», «За Україну», «Залізний стрілець», «Український сурмач». Від 1923 року працював на різних роботах на Волині. 1925 року переїхав до Харкова. Керував справами Всеукраїнського комітету Спілки сільськогосподарських та лісових робітників, згодом обійняв посаду завідувача бюро виступів Міського комітету письменників.
Автор книг «Спогади» (Каліш, 1922), неопублікованого драматичного нарису на одну дію «Розбита мрія», збірки віршів «Порвана струна», новел «Тіні і плаї».
Вперше заарештований 16 червня 1927 року як колишній петлюрівець, але 23 червня його звільнили.
16 грудня 1933 року заарештований вдруге, цього разу за звинуваченням у контрреволюційній діяльності та шпигунстві, засуджений до розстрілу.
Реабілітований 1965 року.